# Policía Estatal de Nueva York
La Policía del Estado de Nueva York o New York State Police (NYSP en inglés) es la fuerza policial oficial del estado de Nueva York y emplea a más de 5,000 soldados estatales jurados. Es parte del Departamento Ejecutivo del Estado de Nueva York, ref. Ley Ejecutiva § 31. "Habrá en el departamento ejecutivo las siguientes divisiones: [...] La División de Policía Estatal". Tras el asesinato en 1913 de Sam Howell, un capataz de la construcción en el condado de Westchester, y el hecho de que la policía local no arrestara a los sospechosos que había nombrado antes de su muerte, la Legislatura del estado de Nueva York aprobó un proyecto de ley para establecer una fuerza policial estatal. La Policía del Estado de Nueva York se estableció oficialmente el 11 de abril de 1917.

## Historia
El estado de Nueva York no estableció una fuerza policial estatal hasta principios del siglo XX. En parte, esto reflejaba el patrón de asentamiento a lo largo de una amplia frontera. Una serie de propuestas para crear tal fuerza a principios del siglo XX, pero enfrentaron una oposición considerable de los intereses sindicales. Temían que la policía fuera utilizada contra la organización sindical, como estaba ocurriendo en varios otros estados.
El primer superintendente del Departamento fue George Fletcher Chandler, que fue responsable de gran parte de la organización a principios del departamento y el desarrollo. Chandler, acuñó el término "New York State Troopers" y fue de los primeros defensores de los agentes encargados de portar armas expuestas en un cinturón, que fue una práctica común en el momento. Ellos son responsables de la protección del gobernador de Nueva York y el Teniente Gobernador de Nueva York.

## Actualidad
El actual superintendente de la Policía del Estado de Nueva York es Harry J. Corbitt. Corbitt, que fue nominado por el actual Gobernador del Estado de Nueva York David Paterson, sustituye al superintendente interino Preston Felton. Felton había reemplazado al retirado Wayne E. Bennett. Corbitt anunció su renuncia el 2 de marzo de 2010, en medio de la controversia. El superintendente interino también renunció citando inquietud entre los sindicatos. Dos superintendentes bajó de la policía estatal en los 6 días.

## Estructura y organización
La NYSP divide al estado de Nueva York geográficamente en diez "Troops," cada uno que abarca un área geográfica específica, por lo general varios condados. Cada uno es supervisado por un "Troop Commander" por lo general del rango de Mayor.

### Efectivos de la Policía del Estado de Nueva York[4]
- Troop A - Condados: Allegany, Cattaraugus, Chautauqua, Erie, Genesee, Niagara, Orleans & Wyoming
- Troop B - Condados: Clinton, Essex, Franklin, Hamilton and St. Lawrence
- Troop C - Condados: Broome, Chenango, Cortland, Delaware, Otsego, Tioga and Tompkins
- Troop D - Condados: Herkimer, Jefferson, Lewis, Madison, Oneida, Onondaga and Oswego
- Troop E - Condados: Cayuga, Chemung, Livingston, Monroe, Ontario, Schuyler, Seneca, Steuben, Wayne and Yates
- Troop F - Condados: Greene, Orange, Rockland, Sullivan and Ulster
- Troop G - Condados: Albany, Fulton, Hamilton, Montgomery, Rensselaer, Saratoga, Schenectady, Schoharie, Warren and Washington
- Troop H - Headquarters Troop (Albany) and Legislative Branch Offices
- Troop K - Counties: Columbia, Dutchess, Putnam and Westchester
- Troop L - Counties: Nassau and Suffolk
- Troop NYC - Counties: Bronx, Kings, New York, Richmond, and Queens
- Troop T - Autopista del Estado de Nueva York y sistema de canales Erie

Cada Tropa abarca 2-4 "Zonas" a las que se hace referencia simplemente por un número de Zona. Hay hasta varias "subestaciones" ubicadas dentro de cada zona. Un número de patrulla contendrá la identificación de Tropa y Zona. Ejemplo: el carro 1A30 sería un carro patrulla en la Zona 1 de la Tropa A.

## Demografía[5]
- Hombres: 90%
- Mujeres: 10%

- Blancos: 85%
- Afroamericanos/Negros: 4%
- Latinos: 10%

## Uniformes
Los uniformes están hechos de lana gris, a excepción de la chaqueta gore-tex. Antes de 1958, los uniformes (camisas, chaquetas y pantalones) no eran grises, sino hechos de partes iguales de fibra blanca y de fibra negra para simbolizar la imparcialidad de la justicia. Al igual que la bandera de EE.UU., los uniformes de policía se queman cuando ya no son útiles. La franja de color negro por las piernas de los pantalones se lleva en memoria de los camaradas caídos. El color púrpura de la corbata y la banda del sombrero representa a una elite, y es similar a los usados por la Guardia Pretoriana.

## Insignias de rango
| Title | Insignia |
| --- | -------- |
| Superintendente                                                                                             |          |
| First Deputy Superintendent (Primer superintendente adjunto)                                                |          |
| Deputy Superintendent/Colonel                                                                               |          |
| Assistant Deputy Superintendent/Lieutenant Colonel (Asistente del Superintendente Adjunto/Teniente Coronel) |          |
| Staff Inspector (plainclothes)                                                                              |          |
| Major |          |
| Captain |          |
| Lieutenant                                                                                                  |          |
| Technical Lieutenant                                                                                        |          |
| Chief Technical Sergeant                                                                                    |          |
| Staff Sergeant                                                                                              |          |
| First Sergeant                                                                                              |          |
| Senior Investigator (plainclothes)                                                                          |          |
| Zone Sergeant                                                                                               |          |
| Sergeant Station Commander                                                                                  |          |
| Technical Sergeant                                                                                          |          |
| Sargento |          |
| Investigador                                                                                                |          |
| Trooper |          |

Los galones son de color negro sobre un fondo gris y se llevan en la parte superior de las mangas de la camisa y de la de la chaqueta. Insignias de rango para el Teniente Técnico a través del Superintendente se llevan en el cuello de la camisa y los hombros de la chaqueta.

## Formación
Los reclutas deben completar veintiséis semanas de formación antes de ser nombrados como un Trooper. La escuela residencial está situada en la Academia de NYSP en Albany, Nueva York. Los reclutas deben completar 10 semanas posterior a la academia de entrenamiento de campo con una formación oficial de campo de la formación (FTO) con el rango de soldado de caballería antes de la asignación permanente de las tropas.

## Arma de servicio
Los oficiales de la Policía del Estado de Nueva York usan la Glock 37 como pistola de servicio. La policía del Estado de Nueva York había usado anteriormente la Glock 17 desde 1989 hasta 2007. La Glock 37 fue elegido después de la muerte a tiros del Trooper Andrew Sperr en Chemung County el 1.º de marzo de 2006.

## Vehículos
La policía de Nueva York se compone de:Ford Crown Victoria Police Interceptors, Dodge Chargers, Chevrolet Tahoes, Chevrolet Camaros, Ford Mustangs, Ford Expeditions, y Harley Davidson motorcycles. Todos están pintados de azul oscuro con rayas amarillas reflectantes.

## Oficiales caídos
Desde el establecimiento de la Policía del Estado de Nueva York, 116 oficiales han muerto en el cumplimiento del deber. Muertes notables incluyen:
| Oficial | Fecha de muerte                  | Detalles                  |
| --- | -------------------------------- | ------------------------- |
| Trooper Robert G. Dunning | Domingo 14 de junio de 1987      | Disparos                  |
| Trooper Lawrence P. (Larry) Gleason                                                                                                 | Lunes 11 de febrero de 2002      | Disparos                  |
| Trooper Andrew J. (A.J.) Sperr | Miércoles 1 de marzo de 2006     | Disparos                  |
| Trooper Joseph Anthony Longobardo (enlace roto disponible en Internet Archive; véase el historial, la primera versión y la última). | Domingo 3 de septiembre de 2006  | Disparos                  |
| Trooper David Brinkerhoff | Miércoles 25 de abril de 2007    | Disparo accidental        |
| Trooper David Lane (enlace roto disponible en Internet Archive; véase el historial, la primera versión y la última).                | Miércoles 4 de noviembre de 2009 | Accidente automovilístico |
| Trooper Jill Mattice | Miércoles 20 de enero de 2010    | Accidente automovilístico |